# Fédération de Corée du Sud de basket-ball
La Fédération de Corée du Sud de basket-ball (en coréen 대한농구협회) est une association, fondée en 1925, chargée d'organiser, de diriger et de développer le basket-ball en Corée du Sud.
La Fédération représente le basket-ball auprès des pouvoirs publics ainsi qu'auprès des organismes sportifs nationaux et internationaux et, à ce titre, la Corée du Sud dans les compétitions internationales. Elle défend également les intérêts moraux et matériels du basket-ball sud-coréen. Elle est affiliée à la FIBA depuis 1955, ainsi qu'à la FIBA Asie.
La Fédération organise également le championnat national.